# Lijst van voetbalinterlands Sri Lanka - Verenigde Arabische Emiraten
Deze lijst van voetbalinterlands is een overzicht van alle officiële voetbalwedstrijden tussen de nationale teams van Sri Lanka en de Verenigde Arabische Emiraten. De landen hebben tot op heden acht keer tegen elkaar gespeeld. De eerste ontmoeting, een kwalificatiewedstrijd voor de Azië Cup 1984, werd gespeeld in Djedda (Saoedi-Arabië) op 28 oktober 1984. Het laatste duel, een vriendschappelijke wedstrijd, vond plaats op 31 augustus 2019 in Riffa (Bahrein).

## Wedstrijden
| № | Plaats    | Datum            | Competitie                 | Wedstrijd                                | Uitslag |
| - | --------- | ---------------- | -------------------------- | ---------------------------------------- | ------- |
| 1 | Djedda    | 28 oktober 1984  | Azië Cup 1984 kwalificatie | Verenigde Arabische Emiraten − Sri Lanka | 5 − 1   |
| 2 | Kyoto     | 8 april 1993     | WK 1994 kwalificatie       | Sri Lanka − Verenigde Arabische Emiraten | 0 − 4   |
| 3 | Al Ain    | 28 april 1993    | WK 1994 kwalificatie       | Verenigde Arabische Emiraten − Sri Lanka | 3 − 0   |
| 4 | Abu Dhabi | 29 november 1999 | Azië Cup 2000 kwalificatie | Verenigde Arabische Emiraten − Sri Lanka | 6 − 0   |
| 5 | Al Ain    | 2 april 2001     | Vriendschappelijk          | Verenigde Arabische Emiraten − Sri Lanka | 6 − 0   |
| 6 | Dubai     | 18 november 2003 | Azië Cup 2004 kwalificatie | Verenigde Arabische Emiraten − Sri Lanka | 3 − 1   |
| 7 | Dubai     | 22 november 2003 | Azië Cup 2004 kwalificatie | Sri Lanka − Verenigde Arabische Emiraten | 0 − 3   |
| 8 | Riffa     | 31 augustus 2019 | Vriendschappelijk          | Verenigde Arabische Emiraten −Sri Lanka  | 5 − 1   |

## Samenvatting
| Competitie            | Totaal gespeeld | Winst Sri Lanka | Gelijk | Winst V.A.E. | Doelsaldo Sri Lanka – V.A.E. |
| --------------------- | --------------- | --------------- | ------ | ------------ | ---------------------------- |
| WK-kwalificatie       | 2               | 0               | 0      | 2            | 0 − 7                        |
| Azië Cup-kwalificatie | 4               | 0               | 0      | 4            | 2 − 17                       |
| Vriendschappelijk     | 2               | 0               | 0      | 2            | 1 − 11                       |
| Totaal                | 8               | 0               | 0      | 8            | 3 − 35                       |

FSL ·
A-internationals ·
Sri Lankaans vrouwenelftal
Afghanistan ·
Bahrein ·
Bangladesh ·
Bhutan ·
Brunei ·
Cambodja ·
China ·
DDR ·
Filipijnen ·
Guam ·
Hongkong ·
India ·
Indonesië ·
Irak ·
Iran ·
Japan ·
Jemen ·
Jordanië ·
Kirgizië ·
Laos ·
Libanon ·
Macau ·
Malediven ·
Maleisië ·
Mongolië ·
Myanmar ·
Nepal ·
Noord-Korea ·
Oezbekistan ·
Oman ·
Pakistan ·
Palestina ·
Papoea-Nieuw-Guinea ·
Qatar ·
Saoedi-Arabië ·
Seychellen ·
Singapore ·
Soedan ·
Syrië ·
Tadzjikistan ·
Taiwan ·
Thailand ·
Turkmenistan ·
Verenigde Arabische Emiraten ·
Vietnam ·
Zuid-Korea
UAEFA · A-internationals · Bondscoaches · Statistieken · Olympisch elftal · Vrouwenelftal van de Verenigde Arabische Emiraten · VA Emiraten U21 · VA Emiraten U19 · VA Emiraten U17
1972 – 1979 ·
1980 – 1989 ·
1990 – 1999 ·
2000 – 2009 ·
2010 – 2019 ·
2020 − 2029
OS 2012
Algerije ·
Andorra ·
Angola ·
Argentinië ·
Armenië ·
Australië ·
Azerbeidzjan ·
Bahrein ·
Bangladesh ·
Benin ·
Bolivia ·
Brazilië ·
Brunei ·
Bulgarije ·
Chili ·
China ·
Colombia ·
Costa Rica ·
Denemarken ·
Dominicaanse Republiek ·
Duitsland ·
Egypte ·
Estland ·
Filipijnen ·
Finland ·
Gabon ·
Gambia ·
Georgië ·
Haïti ·
Honduras ·
Hongarije ·
Hongkong ·
IJsland ·
India ·
Indonesië ·
Irak ·
Iran ·
Japan ·
Jemen ·
Joegoslavië ·
Jordanië ·
Kazachstan ·
Kenia ·
Kirgizië ·
Koeweit ·
Laos ·
Libanon ·
Libië ·
Litouwen ·
Maleisië ·
Malta ·
Marokko ·
Mauritanië ·
Moldavië ·
Myanmar ·
Nepal ·
Nieuw-Zeeland ·
Noord-Korea ·
Noorwegen ·
Oekraïne ·
Oezbekistan ·
Oman ·
Oost-Timor ·
Pakistan ·
Palestina ·
Paraguay ·
Peru ·
Polen ·
Qatar ·
Roemenië ·
Rusland ·
Saoedi-Arabië ·
Senegal ·
Singapore ·
Slovenië ·
Slowakije ·
Soedan ·
Sri Lanka ·
Syrië ·
Tadzjikistan ·
Thailand ·
Togo ·
Trinidad en Tobago ·
Tsjechië ·
Tunesië ·
Turkmenistan ·
Uruguay ·
Venezuela ·
Vietnam ·
Wit-Rusland ·
Zuid-Afrika ·
Zuid-Korea ·
Zweden ·
Zwitserland